# 日本國鐵ED10型電力機車
日本國鐵ED10型电力机车（日语：／ Kokutetsu ED10-gata denki kikansha */?）是日本铁路的第一代干线电力机车车型，由日本国有铁道的前身铁道省于1922年（大正11年）从美国引进，适用于供电制式为1500伏直流电的电气化铁路。

## 历史
1922年（大正11年），日本铁道省决定对东海道本线实施电气化改造。由于当时日本并没有制造干线电力机车的经验，因此决定采用首先从国外引进的办法，向美国的鲍尔温机车厂和西屋电气公司订购了两台电力机车，当时定型为1000型电力机车。1922年11月2日，这两台机车经海路运抵横滨港，并于1923年1月30日配属中野电车库。1928年（昭和3年）10月，根据铁道省的车辆形式称号规程修订，该型机车改称为ED10型电力机车。
ED10型电力机车曾经在山手线、中央本线、东海道本线担当货物列车的牵引任务，最后期在横须贺线服务。1959年（昭和34年）7月，ED10-1号机车完成最后一次运行后正式停运，并于1960年（昭和35年）5月报废拆解。而ED10-2号机车于1962年（昭和37年）转让予西武铁道，改称为E71型电力机车，车身涂装亦由红葡萄色改为玫瑰色。这台机车被用来在西武铁道的路线上牵引货运列车，在E851型电力机车投入运用后改为用于牵引工务列车，至1986年（昭和61年）随着E31型电力机车的引进而停运报废。

## 技术特点

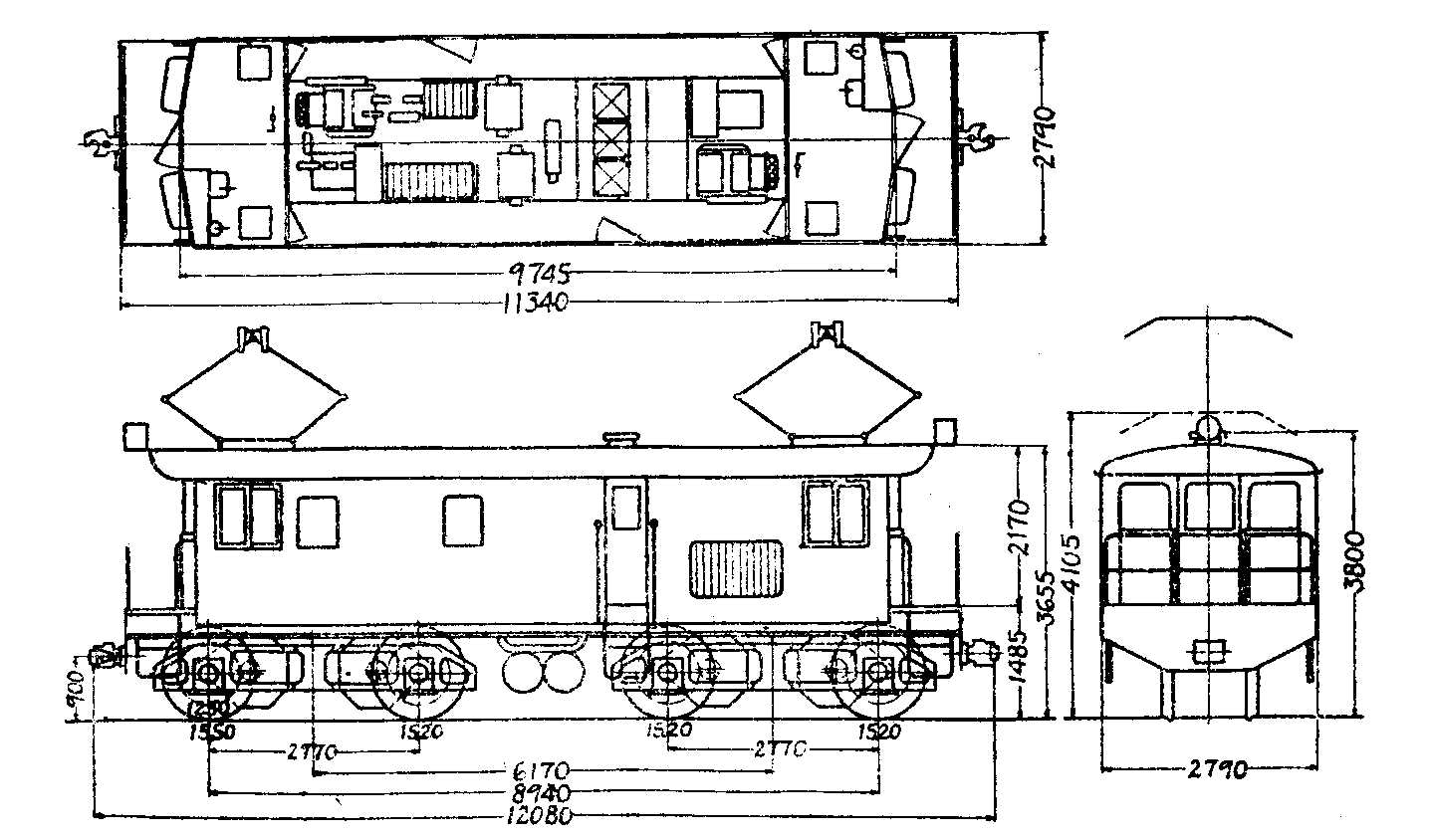
ED10型电力机车的总体布置

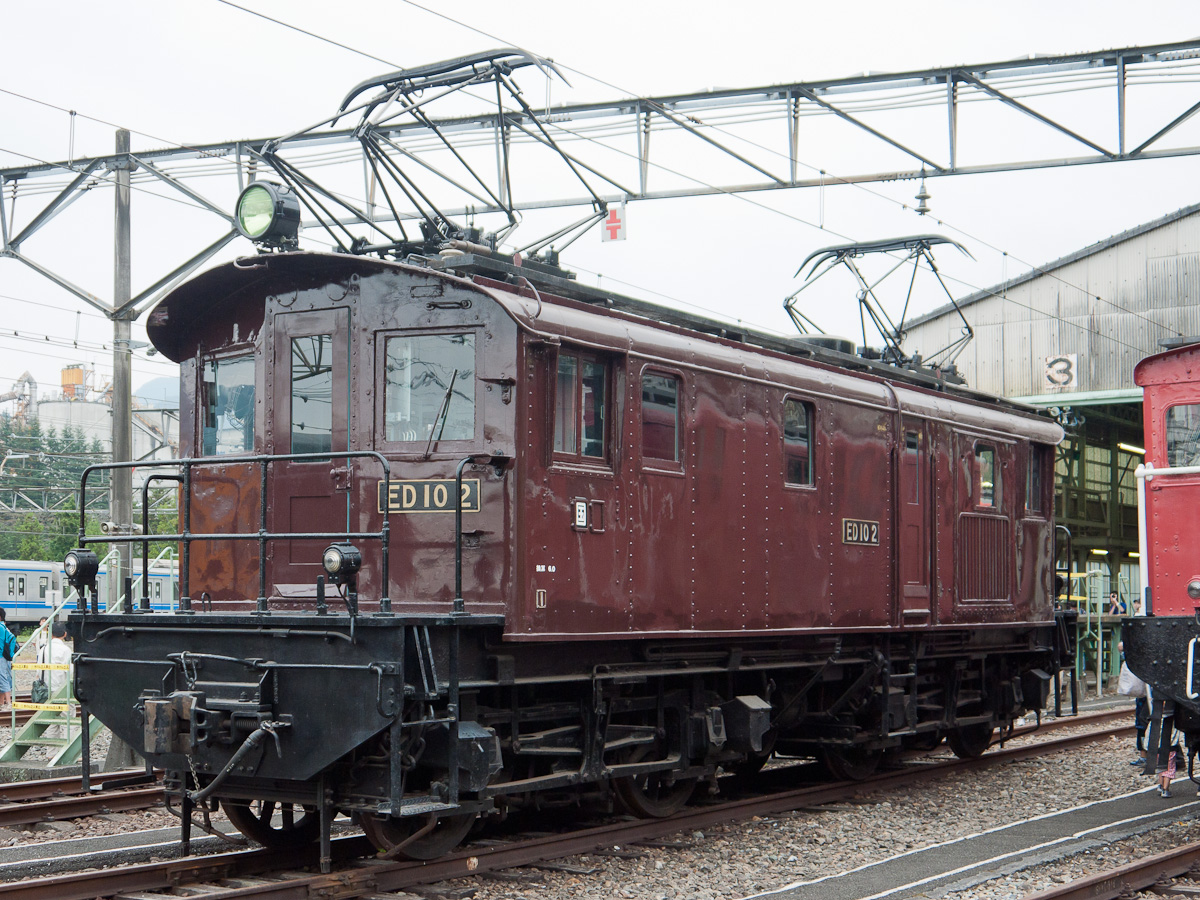
保存在西武铁道横濑车辆基地的ED10 2号机车

ED10型电力机车是客货运通用的直流电力机车，最初适用于供电制式为600伏和1200伏直流电的电气化铁路，以满足中央本线、山手线（600伏）、京滨线（1200伏）的需要；考虑到将来直流电气化铁路升压的可能性，ED10型电力机车亦可以适用于1500伏直流电气化铁路。
机车采用非承载式结构的全金属箱形车体，车体各项载荷全部由底架承担，车体侧墙和顶盖不参与承载。机车两端为露天的通过台区域，车体两端各设有一个司机室，车体中部为电气室。除了在司机室前方设有一扇贯通端门外，电气室左右两侧亦各开有一个侧门。通过台上设有砂箱，车顶设有一台受电弓。1953年，铁道部门对ED10型电力机车的外观和设备布置作了进一步改良，例如改用和EF53型电力机车相同的侧墙通风百叶窗，采用国铁标准型的沙箱装置，并改为在两端司机室上方的车顶各装有一台PS14型双臂式受电弓。
机车走行部为两台二轴转向架，轴箱采用导框式定位机构，牵引力通过心盘传递。牵引电动机采用抱轴式悬挂，牵引电动机的一端安装在转向架构架上，而另一端通过抱轴承刚性抱合在车轴上。牵引电动机输出的扭矩通过一级减速齿轮传递给轮对，牵引齿轮传动比为17：76（1：4.47）。
ED10型电力机车是直—直流电传动的直流电力机车，通过电阻调压、牵引电动机的串并联换接和磁场削弱来达到调速的目的。机车起动和加速时，逐步减少起动电阻的阻值，然后将四台牵引电动机从串联转入并联连接，从而实现有级调速。机车还可以对牵引电动机使用磁场削弱，作为恒功区的辅助调速手段。

## 车辆保存
- ED10 2（E71）：静态保存于西武铁道横濑车辆基地，并已经恢复为国铁时代的红葡萄色涂装。

## 参看
- ED11型电力机车
- ED12型电力机车
- ED14型电力机车
- 日本电力机车列表